# Batalla de Luzzara
La batalla de Luzzara es va lliurar el 15 d'agost del 1702 a Luzzara (Ducat de Màntua) en el marc de la Guerra de Successió Espanyola enfrontant l'exèrcit imperial comandat pel Príncep Eugeni de Savoia amb les tropes de l'aliança borbònica del Duc de Vendôme.

## Antecedents

### La invasió imperial dels territoris hispànics d'Itàlia
A Itàlia l'emperador prengué la iniciativa i a començaments de l'estiu un exèrcit imperial sota el comandament del Príncep Eugeni de Savoia aconseguí de la neutral República de Venècia autorització per travessar el seu territori. D'aquesta manera les tropes imperials aconseguiren penetrar a la vall del riu Po el 28 de maig prenent per sorpresa als exèrcits borbònics.

### Primera derrota borbònica i replegament

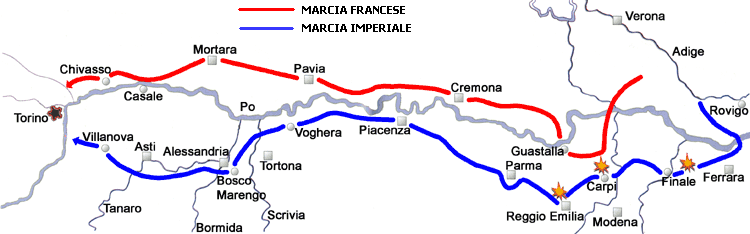
Front italià de la Guerra de Successió

Ambdós exèrcits es mantingueren diversos dies expectants mentre es vigilaven, però la nit del 8 de juliol del 1701 el Príncep Eugeni de Savoia sorprengué novament el Mariscal Nicolas Catinat en travessar el riu Adige, atacant l'aïllada cavalleria borbònica el 9 de juliol que fou derrotada en la batalla de Carpi.
Els exèrcits borbònics es replegaren rere el riu Oglio adoptant una posició defensiva, però de resultes de la derrota el comandant en cap Nicolas Catinat fou destituït i rellevat pel Duc de Villeroy. Aquest, sense gaires dots militars però desitjós de complaure Lluís XIV de França per haver-lo nomenat, travessà triomfal el riu Oglio desitjós de presentar batalla als exèrcits imperials.

### Contraofensiva i nova derrota borbònica
El Duc de Villeroy, sense gaires dots militars però desitjós de complaure Lluís XIV de França per haver-lo nomenat, travessà triomfal el riu Oglio ansiós per presentar batalla als exèrcits imperials. El Príncep Eugeni de Savoia adoptà una posició defensiva i quan les tropes es llançaren a un atac frontal, foren derrotades. A causa d'aquest fracàs, el mariscal borbònic ordenà a les seves tropes d'acampar a Urago esperant que el Príncep Eugeni de Savoia sortís de la seva posició defensiva i poder lliurat una batalla a camp obert, aprofitant la seva superioritat numèrica, però transcorregut dos mesos sense i amb dificultats d'aprovisionament creixents, les tropes borbòniques hagueren d'aixecar el camp i travessar riu Oglio, per replegar-se a les seves bases de Cremona.

### Fracàs imperial en l'assalt a Cremona
L'1 de febrer del 1702 el Príncep Eugeni de Savoia va intentar assaltar Cremona per sorpresa gràcies a la informació que li havia subministrat un sacerdot catòlic. un grup selecte de granders s'infiltraren a la ciutat i obriren una antiga porta de les muralles, però malgrat la ràpida ocupació de moltes casernes militars, les tropes borbòniques pogueren reaccionar i les tropes imperials es retiraren. Malgrat el fracàs de l'operació, el Príncep Eugeni de Savoia pogué capturar el comandant en cap de les tropes borbòniques al front d'Itàlia, el Duc de Villeroy, que fou substituït pel Duc de Vendôme.

### Arribada de Felip V al front d'Itàlia
El 12 de juliol del 1702 Felip V d'Espanya, que aleshores comptava amb dinou anys, arribà a Cremona amb un contingent de 2.000 homes que s'incorporà a les forces de l'aliança borbònica. A aquestes tropes també s'hi uní un petit contingent del Príncep de Vaudémont, governador del Ducat de Milà.

## Batalla
L'exèrcit imperial comptava amb uns efectius inferiors en nombre però comptava amb el suport de la poblacio'milanesa que desitjava posar fi al domini borbònic. En les files imperials s'hi trobava el mariscal de camp imperial Charles Thomas de Lorraine-Vaudémont, fill de Charles Henri de Lorraine-Vaudémont.,
En les seves memòries, el Duc de Saint-Simon explica que el 15 d'agost del 1702 cap a les 4 hores de la tarda, els exèrcits van arribar a amdues parts d'un dic del riu Po sense aparentment tenir coneixement de la presència de l'enemic. Segons altres autors, el Príncep Eugeni de Savoia, amant de la sorpresa, hauria arribat el primer per parar una emboscada a les tropes borbòniques.
No se sap quin dels dos exèrcits va obrir el foc, però el que sí que és segur és que l'exèrcit francès va haver de combatre en ordre de marxa i no en ordre de batalla. El combat va ser molt violent i només la nit posà fi a les hostilitats, moment que aprofitaren ambdós exèrcits per fortificar les seves posicions.

## Conseqüències
El resultat de la batalla fou incert. Tant a París com a Viena se celebraren misses per la victòria que ambdós bàndols s'atribuïen. Després de la batalla, els dos exèrcits van continuar molt a prop l'un de l'altre a l'espera d'un error del contrari per presentar batalla. Però a l'acostar-se l'hivern, les tropes franceses retornaren a les seves bases deixant la regió el 4 de novembre del 1702.
La batalla de Luzzara marca la fi de la primera campanya militar de la Guerra de Successió Espanyola. A partir del 1703 el centre de les operacions militars es desplaçarà al continent. El front italià de la guerra no es reactivarà de nou fins al 1705, quan les tropes imperials tornaran a l'ofensiva sobre els territoris hispànics a la península italiana.